# Ponchon
Ponchon és un municipi francès, situat al departament de l'Oise i a la regió dels Alts de França. L'any 2007 tenia 1.093 habitants.

## Demografia

### Població
El 2007 la població de fet de Ponchon era de 1.093 persones. Hi havia 388 famílies de les quals 56 eren unipersonals (28 homes vivint sols i 28 dones vivint soles), 132 parelles sense fills, 172 parelles amb fills i 28 famílies monoparentals amb fills.
La població ha evolucionat segons el següent gràfic:
Habitants censats

### Habitatges
El 2007 hi havia 442 habitatges, 394 eren l'habitatge principal de la família, 29 eren segones residències i 19 estaven desocupats. 421 eren cases i 9 eren apartaments. Dels 394 habitatges principals, 349 estaven ocupats pels seus propietaris, 26 estaven llogats i ocupats pels llogaters i 19 estaven cedits a títol gratuït; 3 tenien una cambra, 20 en tenien dues, 56 en tenien tres, 107 en tenien quatre i 208 en tenien cinc o més. 317 habitatges disposaven pel capbaix d'una plaça de pàrquing. A 157 habitatges hi havia un automòbil i a 214 n'hi havia dos o més.

### Piràmide de població
La piràmide de població per edats i sexe el 2009 era:
| Homes | Edats   | Dones |
| ----- | ------- | ----- |
| 0     | 95 o +  | 0     |
| 0     | 90 a 94 | 0     |
| 0     | 85 a 89 | 4     |
| 4     | 80 a 84 | 8     |
| 16    | 75 a 79 | 16    |
| 20    | 70 a 74 | 16    |
| 28    | 65 a 69 | 20    |
| 24    | 60 a 64 | 32    |
| 28    | 55 a 59 | 16    |
| 28    | 50 a 54 | 44    |
| 48    | 45 a 49 | 28    |
| 64    | 40 a 44 | 52    |
| 52    | 35 a 39 | 40    |
| 32    | 30 a 34 | 32    |
| 20    | 25 a 29 | 36    |
| 28    | 20 a 24 | 8     |
| 44    | 15 a 19 | 28    |
| 60    | 10 a 14 | 48    |
| 32    | 5 a 9   | 36    |
| 24    | 0 a 4   | 28    |

## Economia
El 2007 la població en edat de treballar era de 727 persones, 551 eren actives i 176 eren inactives. De les 551 persones actives 499 estaven ocupades (278 homes i 221 dones) i 52 estaven aturades (24 homes i 28 dones). De les 176 persones inactives 56 estaven jubilades, 65 estaven estudiant i 55 estaven classificades com a «altres inactius».

### Ingressos
El 2009 a Ponchon hi havia 372 unitats fiscals que integraven 1.037 persones, la mediana anual d'ingressos fiscals per persona era de 19.441 €.

### Activitats econòmiques
Dels 35 establiments que hi havia el 2007, 1 era d'una empresa extractiva, 3 d'empreses alimentàries, 3 d'empreses de fabricació d'altres productes industrials, 11 d'empreses de construcció, 6 d'empreses de comerç i reparació d'automòbils, 1 d'una empresa de transport, 1 d'una empresa d'informació i comunicació, 1 d'una empresa financera, 5 d'empreses de serveis, 2 d'entitats de l'administració pública i 1 d'una empresa classificada com a «altres activitats de serveis».
Dels 11 establiments de servei als particulars que hi havia el 2009, 1 era un taller de reparació d'automòbils i de material agrícola, 2 paletes, 1 fusteria, 5 lampisteries, 1 electricista i 1 perruqueria.
Els 3 establiments comercials que hi havia el 2009 eren fleques.
L'any 2000 a Ponchon hi havia 8 explotacions agrícoles que ocupaven un total de 300 hectàrees.

## Equipaments sanitaris i escolars
El 2009 hi havia una escola elemental.

## Poblacions més properes
El següent diagrama mostra les poblacions més properes.